# Chiesa del Gesù Redentore (Torino)
La chiesa del Gesù Redentore è un edificio di culto cattolico a Torino, nel Borgo Cina del quartiere Mirafiori Nord (Circoscrizione 2).

## Storia
La chiesa venne costruita per sostituire una piccola cappella bianca (situata verso l'imbocco di Via Giacomo Dina) in risposta all'aumento della popolazione circostante di fedeli. Il progetto si deve all'architetto biellese Nicola Mosso, ed è considerato la sua realizzazione più significativa nel campo dell'edilizia religiosa.
Inaugurate la chiesa e la casa parrocchiale nel maggio 1957, il cantiere fu completato alla fine degli anni '60 con l'inaugurazione dell'oratorio, del cine-teatro, della cappella feriale e della casa per le associazioni cattoliche. Alla fine degli anni '50 era stata nel frattempo realizzata anche una sala polivalente, oggi intitolata a Mario Operti (poi dedicata anche a Giovanni Fornero) nei locali sotterranei.
Nel 2002 viene restaurata la copertura della chiesa.

## Descrizione
Le facciate presentano un paramento di mattoni a vista.
La navata è singola. La volta, sfaccettata, è in cemento armato, mentre i muri dell'aula principale sono sempre in mattoni (al rustico). La chiesa è considerata, tra i progetti realizzati a Torino negli Anni Cinquanta del Novecento, uno degli edifici che destano interessi architettonici "più ampi di quelli locali". La sua copertura a nervature incrociate, che permette di evitare il ricorso a pilastri all'interno dell'edificio, è considerata dalla critica posteriore una soluzione "di chiara matrice guariniana". La conformazione sfaccettata della volta, con le sue numerose aperture vetrate, crea un particolare effetto dovuto ai raggi luminosi che danno luce alla navata e richiama la cappella della Sindone.